# Harpellales
Harpellales es un orden de hongos de la división Zoopagomycota descrito en 1978 que incluye 2 familias, 38 géneros y aproximadamente más de 200 especies.
Los miembros de este orden son endosimbiontes de insectos y crustáceos (como Isopoda) ya que forman parte de su microbiota intestinal. Los talos pueden ser ramificados o no ramificados que producen una serie de basipetales. Las zigosporas son bicónicas.
El orden Harpellales ha servido como modelo para estudiar y comprender la evolución, el crecimiento y la biodiversidad de otros hongos encontrados en el intestino, debido a que las especies de este orden abundan en todo el mundo.

## Taxonomía
Incluye las siguientes familias y géneros:
- Harpellaceae
  - Carouxella
  - Harpella
  - Harpellomyces
  - Stachylina
  - Stachylinoides
- Legeriomycetaceae
  - Allantomyces
  - Austrosmittium
  - Baetimyces
  - Barbatospora
  - Bojamyces
  - Capniomyces
  - Caudomyces
  - Coleopteromyces
  - Ejectosporus
  - Furculomyces
  - Gauthieromyces
  - Genistelloides
  - Genistellospora
  - Glotzia
  - Graminella
  - Graminelloides
  - Lancisporomyces
  - Legerioides
  - Legeriomyces
  - Legeriosimilis
  - Orphella
  - Pennella
  - Plecopteromyces
  - Pteromaktron
  - Simuliomyces
  - Smittium
  - Spartiella
  - Stipella
  - Tectimyces
  - Trichozygospora
  - Zygopolaris